# WTA Tour Championships 1996 - Doppio
Il doppio del WTA Tour Championships 1996 è stato un torneo di tennis facente parte del WTA Tour 1996.
Jana Novotná e Arantxa Sánchez Vicario erano le detentrici del titolo, ma hanno perso in finale 6–3, 6–2 contro Lindsay Davenport e Mary Joe Fernández.

## Teste di serie
1. Jana Novotná /  Arantxa Sánchez Vicario (finale)
2. Gigi Fernández /  Nataša Zvereva (semifinali)
3. Lindsay Davenport /  Mary Joe Fernández (campionesse)
4. Meredith McGrath /  Larisa Neiland (semifinali)

## Tabellone

### Legenda
| - Q = Qualificato - WC = Wild card - LL = Lucky loser | - ALT = Alternate - SE = Special Exempt - PR = Protected Ranking | - w/o = Walkover - r = Ritirato - d = Squalificato |